# Михеева, Алла Андреевна
А́лла Андре́евна Михе́ева (род. 7 февраля 1989, Молодогвардейск, Ворошиловградская область) — российская актриса театра и кино, телеведущая.

## Биография
Родилась 7 февраля 1989 года в Молодогвардейске Ворошиловградской области Украинской ССР.
Детство провела в Междуреченске Кемеровской области, затем переехала в Санкт-Петербург. В 2008 году поступила в Санкт-Петербургскую академию театрального искусства (курс И. Р. Штокбанта).

## Карьера
С 2005 по 2007 год снималась в сериале «ОБЖ», выходившем на «Пятом канале». С 2010 года входила в труппу музыкально-драматического театра «Буфф», где играет роли Эйнсфорд Хилл и Клары Хилл в спектакле «Элиза» и роль Клары в спектакле «Доктор философии». Также участвует в программе Зеркальной гостиной: Корабль «Надежда».
В 2009 году актриса дебютировала в кино в картине «Золотое сечение», сыграв гимназистку, которая является главному герою во сне (но эпизод с её участием в итоге был вырезан). В 2012 году она снялась в многосерийном фильме «Чужой район», в серии «Свидетель», исполнив роль Леры.
Широкую известность получила с 2012 года, когда стала представлять в программе «Вечерний Ургант» (Первый канал) рубрику «Острый репортаж» (в роли самой себя, или «быстрой лисы», как она сама себя называет; по задумке и сценарию создателей проекта появляется в амплуа — инженю).
В феврале 2013 года снялась для глянцевого мужского журнала «Maxim» и попала на обложку его мартовского номера.
В 2014 году была номинирована на премию «ТОП 50. Самые знаменитые люди Петербурга» в номинации ГЭГи года вместе с Сергеем Шнуровым, Иваном Ургантом и Ксенией Собчак.
Регулярно участвовала в телепроектах «Первого канала»: «Новогодняя ночь», «Ледниковый период-5» (в паре с Максимом Марининым, третье место), «Большие гонки» (Первый канал), «Вместе с дельфинами».
Снималась в рекламе «Билайн» вместе с Сергеем Светлаковым в роли интернета худшего, чем «Билайн».
В 2016 году заменила Ирину Слуцкую в паре с ведущим Алексеем Ягудиным в телешоу «Ледниковый период», с 31 марта 2019 года выступила в качестве ведущей проекта «Ледниковый период. Дети», заменив там Евгению Медведеву.
В июле этого же года провела сеанс игры в «Клевер»; приглашения для повторных выступлений в качестве ведущей не получила.
В 2019 году снялась в клипе группы «Ленинград» «Кабриолет».
С февраля по июль 2020 года — ведущая программы «Dance Революция» на «Первом канале».
Часто участвует в КВН в качестве члена жюри.

## Театральные работы
Роли в Санкт-Петербургском государственном музыкально-драматическом театре «Буфф»:
1. Спектакль «Элиза» (по пьесе Бернарда Шоу «Пигмалион»), роли — Эйнсфорд Хилл, Клара Хилл;
2. Спектакль «Доктор философии» (по пьесе Бранислава Нушича), роль — Клара.

## Общественная позиция
24 февраля 2022 года, с началом вторжения России в Украину, опубликовала в социальных сетях (Instagram) чёрный квадрат и сообщила, что выступает за мир.
В январе 2023 года оказалась в центре скандала после того, как опубликовала снимки со своим присутствием на вечеринке в Куршевеле, организованной победительницей конкурса «Мисс Украина Вселенная — 2018» Кариной Жосан, проходившей в обстановке с флагом Украины. В частности, резкое неодобрение выразили Владимир Соловьёв и телеканал «Царьград ТВ». Михеева позже утверждала, что не имела отношения к вечеринке: «Одна девочка попросила сфотографироваться с ней, потому что у нас [с подругой] розовые костюмы были. И я поэтому не понимаю, в чем вопрос. Я думаю, что ничего не стоит тут обсуждать. Всем добра».

## Фильмография
| Год  |   | Название                            | Роль                               |
| ---- | - | ----------------------------------- | ---------------------------------- |
| 2009 | ф | Золотое сечение                     | гимназистка                        |
| 2011 | с | Чужой район                         | Лера (14-я серия)                  |
| 2015 | ф | Ставка на любовь                    | подруга Кристины                   |
| 2016 | ф | Одноклассницы                       | Алла, девушка на свадьбе           |
| 2017 | ф | Детки напрокат                      | другая Венера                      |
| 2020 | с | Беспринципные                       | в роли самой себя (камео)          |
| 2021 | ф | День города                         | Завьялова                          |
| 2022 | с | Обоюдное согласие                   | Алина Сорокина, подруга Ани и Кати |
| 2022 | ф | Происшествие в стране Мульти-Пульти | Пёс                                |
| 2022 | ф | Танцы на высоте!                    | Топочка                            |

## Увлечения
- Горные лыжи[10]
- Сноуборд